# Idioma khmu
El khmu es una lengua del pueblo khmu de la región norte de Laos. También se habla en áreas adyacentes de Vietnam, Tailandia y China.  El khmu debe su nombre a la rama khmuica de la familia lingüística austroasiática, donde se incluyen el jémer y el vietnamita.  Dentro del austroasiático, el khmu se encuentra mayormente relacionado con las lenguas paláunguicas y khásicas.  El nombre «khmu» también puede latinizarse como kmhmu, khmu, kammu o khamuk en varias publicaciones o ser referido alternativamente por el nombre de dialectos locales.

## Dialectos

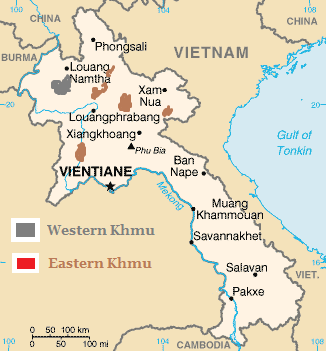
Localización aproximada de los dialectos del khmu en Laos.

El khmu contiene algunos dialectos, aunque ninguno estandarizado.  Estos dialectos difieren principalmente en las consonantes, existencia de registro y grado en el que la lengua ha sido influenciada por las lenguas nacionales colindantes.  Estos dialectos son, en gran parte, mutuamente inteligibles; aunque la comunicación puede ser complicada entre hablantes de zonas geográficas alejadas.
Los dialectos del khmu se pueden dividir en dos grupos: khmu occidental y khmu oriental.
- Los dialectos del khmu occidental tienen menos fonemas consonánticos y emplean un registro fónico en su lugar, al igual que en otras lenguas austroasiáticas, de un «bajo» registro de espiración y registro modal «tenso».  En al menos un dialecto del khmu occidental, conocido como khmu rook, la tonogénesis se evidencia ya que el contraste de registro se ha desarrollado en un sistema de dos tonos fonéticos con seis realizaciones fonémicas.
- Los dialectos del khmu oriental muestran el caso opuesto. Careciendo completamente tanto de registro como de distinción tonal, estos dialectos utilizan una distinción oclusiva de tres vías (sonora, muda y muda aspirada) y nasales (sonora, muda y pre-glotalizada) en la posición de la sílaba inicial para el contraste fonémico.

### Suwilai Premsrirat (2002)
Suwilai Premsrirat (2002) apunta las siguientes localizaciones y dialectos del khmu en Laos, Vietnam, China y Tailandia.
- Laos: hablado en las ocho provincias norteñas de Luang Namtha, Udomsai, Bokeo, Sayaburi, Phongsali, Luang Prabang y Xiaq Kvaaq, junto con unas pocas aldeas en Vientián. Estos dialectos incluyen el khmu rook, el khmu lw y el khmu cwaq (también conocido como khmu uu).
- Vietnam: Kim Hua, Sop Pot, Sop Caw y aldeas de Pung Kamong, subdistrito de Kim Da, distrito de Tương Dương, ciudad de Vinh y provincia de Nghệ An. También en las provincias de Lai Châu, Sơn La, y Thanh Hóa.
- China: aldeas de Pung Soa (más conservadora con el contraste sonoro en las consonantes iniciales) y Om Kae (con contrastes tonales) enXishuangbanna, Yunnan
- Tailandia: muchas aldeas, incluyendo los datos de la aldea de Huai Ian, subdistrito de Lai Ngao, distrito de Wiang Kaen, provincia de Chiang Rai (originalmente del distrito de Pak Bang en Laos, donde al idioma se le conoce como khmu khrong, que significa «khmu del Mekong»). También en la provincias de Nan y Lampang.

## Fonología

### Consonantes
El inventario fonológico del khmu se muestra en la tabla de abajo. Los fonemas de las celdas coloreadas son exclusivos de los dialectos orientales del khmu. El fonema /f/, presente en dialectos tanto en la variedad oriental como occidental, es resultado de los prestamismos de las lenguas tai de alrededor.
|             |                 | Labial | Labial | Alveolar | Alveolar | Palatal | Palatal | Velar | Velar | Glotal |
| ----------- | --------------- | ------ | ------ | -------- | -------- | ------- | ------- | ----- | ----- | ------ |
| Oclusiva    | Aspirada        | pʰ     | pʰ     | tʰ       | tʰ       | cʰ      | cʰ      | kʰ    | kʰ    |        |
| Oclusiva    | Sorda           | p      | p      | t        | t        | c       | c       | k     | k     | ʔ      |
| Oclusiva    | Sonora          | b      | b      | d        | d        | ɟ       | ɟ       | ɡ     | ɡ     |        |
| Nasal       | Sorda           | m̥      | m̥      | n̥        | n̥        | ɲ̥       | ɲ̥       | ŋ̥     | ŋ̥     |        |
| Nasal       | Sonora          | m      | m      | n        | n        | ɲ       | ɲ       | ŋ     | ŋ     |        |
| Nasal       | Pre-glotal      | ʔm     | ʔm     | ʔn       | ʔn       | ʔɲ      | ʔɲ      | ʔŋ    | ʔŋ    |        |
| Fricativa   | Sorda           | (f)    | (f)    | s        | s        |         |         |       |       | h      |
| Aproximante | Sorda           | w̥      | w̥      | l̥        | r̥        | j̊       | j̊       |       |       |        |
| Aproximante | Sonora          | w      | w      | l        | r        | j       | j       |       |       |        |
| Aproximante | Pre-glotalizada | ʔw     | ʔw     |          |          | ʔj      | ʔj      |       |       |        |

### Vocales
Las vocales del khmu muestran poca variación a través de los dialectos en todas sus variaciones, teniendo 19 monoptongos y 3 diptongos  (/iə/, /ɨə/ y /uə/).
|             | Anterior | Anterior | Central | Central | Posterior | Posterior |
| corta       | larga    | corta    | larga   | corta   | larga     |           |
| ----------- | -------- | -------- | ------- | ------- | --------- | --------- |
| Cerrada     | i        | iː       | ɨ       | ɨː      | u         | uː        |
| Semicerrada | e        | eː       | ə       | əː      | o         | oː        |
| Semiabierta | ɛ        | ɛː       |         | ʌː      | ɔ         | ɔː        |
| Abierta     |          |          | a       | aː      |           |           |

## Gramática

### Pronombres
| Persona | Singular                           | Dual       | Plural  |
| ------- | ---------------------------------- | ---------- | ------- |
| 1.ª     | ໂອະ (òɂ)                           | ອະ (àɂ)    | ອິ (ìɂ)  |
| 2.ª     | ແຢະ (jɛ̀ɂ) (masc.), ປາ (pàː) (fem.) | ສວາ (swáː) | ປໍ (pɔ̀ː) |
| 3.ª     | ກັຽ (kəː) (masc.), ນາ (nàː) (fem.)  | ສນາ (snáː) | ນໍ (nɔ̀ː) |

### Sintaxis
El khmu usa principalmente el orden SVO aunque también acepta OVS.

## Vocabulario

### Numerales
| Cardinal | /nɨŋ/  | /sɔ́:ŋ/ | /sá:m/ | /sí:/ | /há:/ | /rók/ | /cét/ |     |     |      |
| Cardinal | ນຶງ     | ສອງ    | ສາມ    | ສີ     | ຫາ    | ຣົກ    | ເຈຕັ   |     |     |      |
| Cardinal | 1      | 2      | 3      | 4     | 5     | 6     | 7     | 8   | 9   | 10   |
| Ordinal  | /mò:j/ | /pà:r/ | /péɂ/  | /sí:/ | /há:/ | /lók/ | /cét/ |     |     |      |
| Ordinal  | ໂມຢ    | ປາຣ    | ເປະ    | ສີ     | ຫາ    | ລົກ    | ເຈຕັ   |     |     |      |
| Ordinal  | 1.º    | 2.º    | 3.º    | 4.º   | 5.º   | 6.º   | 7.º   | 8.º | 9.º | 10.º |

### Comparación con el jémer
| Español     | Khmu        | Jémer           |
| ----------- | ----------- | --------------- |
| perro       | ເສາະ (sɔ́ɂ)  | ឆ្កែ (chhke)      |
| niño        | ກອນ (kɔ́ːn)  | កូន (kaun)       |
| madre       | ມະ (màɂ)    | ម៉ាក់ (meak)       |
| flor        | ຣາງ (ràːŋ)  | ផ្កា (phka)       |
| montaña     | ມົກ (mòk)    | ភ្នំ (phnom)      |
| ver         | ກເລະ (klèɂ) | ឃើញ (keunh)      |
| enemigo     | ສັຕູ (sa tùː) | សត្រូវ (sa trauv) |
| desaparecer | ງັຕ (ŋát)    | បាត់ (bat)        |
| disparar    | ປິຍ (píɲ)    | បាញ់ (banh)       |
| siete       | ເຈຕັ (cét)   | ប្រាំពីរ (brapir)   |
| pene        | ລົກ (lòk)    | លិង្គ (ling)      |

## Otras lecturas
- Premsirat, Suwilai (1991). «Aspects Inter-Clausal Relations in Khmu».  En Davidson, Jeremy H. C. S.; Shorto, H. L., eds. Austroasiatic Languages: Essays in Honour of H.L. Shorto. University of London, School of Oriental and African Studies. pp. 123-140. ISBN 0728601834. Consultado el 9 de junio de 2014.
- Prēmsīrat, Suwilai. The Thesaurus and Dictionary Series of Khmu Dialects in Southeast Asia. Nakorn Pathom: Institute of Language and Culture for Rural Development, Mahidol University at Salaya, Thailand, 2002. ISBN 9740501125
- Prēmsīrat, Suwilai. Khmu, a Minority Language of Thailand. Papers in South-East Asian linguistics, no. 10. Canberra, A.C.T., Australia: Dept. of Linguistics, Research School of Pacific Studies, Australian National University, 1987. ISBN 0-85883-365-4
- Proschan, Frank. Kmhmu' Language and Language Policy: At Home and Abroad. s.l: s.n, 1995.
- Proschan, Frank. Poetic Parallelism in Kmhmu Verbal Arts: From Texts to Performances. s.l: s.n, 1988.
- Smalley, William Allen. Outline of Khmu structure. American Oriental series. Essay, v.2. New Haven, Conn: American Oriental Society, 1961.
- Svantesson, Jan-Olof. Kammu Phonology and Morphology. Travaux de l'Institut de linguistique de Lund, 18. Lund: CWK Gleerup, 1983. ISBN 91-40-04870-5